# 長崎市長
長崎市長（ながさきしちょう）は、長崎県の県庁所在地である長崎市の首長である。現市長は鈴木史朗。
現在までに2人の市長が銃撃事件の被害者となっている。
また1951年に就任した田川務以降、5人続けて長崎市域外の出身者が市長となっていたが、2023年の鈴木の当選により、72年ぶりに長崎市出身の市長が誕生した。

## 官選
| 代 | 氏名       | 就任年月日                 | 退任年月日                 | 在任期間     | 備考                                                                                               |
| -- | ---------- | -------------------------- | -------------------------- | ------------ | -------------------------------------------------------------------------------------------------- |
| 初 | 北原雅長   | 1889年（明治22年）6月8日   | 1895年（明治28年）6月7日   | 6年          | 前職:対馬島司、元職:長崎県少書記官（旧会津藩士）                                                   |
| 2  | 横山寅一郎 | 1895年（明治28年）6月22日  | 1901年（明治34年）6月21日  | 11年8ヶ月    | 前職:長崎県会副議長                                                                                |
| 3  | 横山寅一郎 | 1901年（明治34年）6月22日  | 1902年（明治35年）7月29日  | 11年8ヶ月    | 前職:長崎県会副議長                                                                                |
| 4  | 横山寅一郎 | 1902年（明治35年）9月18日  | 1907年（明治40年）2月21日  | 11年8ヶ月    | 前職:長崎県会副議長                                                                                |
| 5  | 北川信従   | 1907年（明治40年）5月16日  | 1913年（大正2年）5月24日   | 6年          | 前職:長崎地方裁判所検事正                                                                          |
| 6  | 薄定吉     | 1913年（大正2年）8月21日   | 1913年（大正2年）9月18日   | 28日（最短） | 前職:岐阜県知事 助役の再選を非政友派と中立団の議員から阻止され辞職。 任期は1ヶ月にも満たなかった。 |
| 7  | 高崎行一   | 1913年（大正2年）12月25日  | 1917年（大正6年）12月24日  | 8年          | 元職:長崎県教育課長                                                                                |
| 8  | 高崎行一   | 1918年（大正7年）1月17日   | 1922年（大正11年）1月16日  | 8年          | 元職:長崎県教育課長                                                                                |
| 9  | 錦織幹     | 1922年（大正11年）11月11日 | 1926年（大正15年）11月10日 | 4年          | 元職:新潟県内務部長                                                                                |
| 10 | 富永鴻     | 1927年（昭和2年）3月23日   | 1931年（昭和6年）3月22日   | 4年          | 前職:長崎県知事                                                                                    |
| 11 | 草間秀雄   | 1931年（昭和6年）7月23日   | 1934年（昭和9年）3月31日   | 2年8ヶ月     | 元職:大蔵省造幣局長（1929年（昭和4年）退官）                                                       |
| 12 | 笹井幸一郎 | 1934年（昭和9年）5月21日   | 1938年（昭和13年）5月20日  | 4年          | 元職:愛媛県知事                                                                                    |
| 13 | 青木善祐   | 1938年（昭和13年）8月29日  | 1940年（昭和15年）3月11日  | 1年7ヶ月     | 前職:長崎市助役                                                                                    |
| 14 | 井野次郎   | 1940年（昭和15年）7月6日   | 1941年（昭和16年）5月23日  | 10ヶ月       | 前職:東京市助役                                                                                    |
| 15 | 岡田寿吉   | 1941年（昭和16年）10月22日 | 1945年（昭和20年）10月21日 | 5年          | 前職:三菱長崎造船所副長、初の民間出身者。 長崎市への原子爆弾投下時の市長。                         |
| 16 | 岡田寿吉   | 1945年（昭和20年）10月22日 | 1946年（昭和21年）10月15日 | 5年          | 前職:三菱長崎造船所副長、初の民間出身者。 長崎市への原子爆弾投下時の市長。                         |

## 公選
| 代 | 氏名     | 就任年月日                | 退任年月日                | 在任期間     | 備考                             |
| -- | -------- | ------------------------- | ------------------------- | ------------ | -------------------------------- |
| 17 | 大橋博   | 1947年（昭和22年）4月9日  | 1951年（昭和26年）4月3日  | 4年          | 前職:三菱長崎製鋼所副所長        |
| 18 | 田川務   | 1951年（昭和26年）4月27日 | 1955年（昭和30年）4月13日 | 16年（最長） | 弁護士                           |
| 19 | 田川務   | 1955年（昭和30年）5月2日  | 1959年（昭和34年）5月1日  | 16年（最長） | 弁護士                           |
| 20 | 田川務   | 1959年（昭和34年）5月2日  | 1963年（昭和38年）5月1日  | 16年（最長） | 弁護士                           |
| 21 | 田川務   | 1963年（昭和38年）5月2日  | 1967年（昭和42年）5月1日  | 16年（最長） | 弁護士                           |
| 22 | 諸谷義武 | 1967年（昭和42年）5月2日  | 1971年（昭和46年）5月1日  | 12年         | 前職:長崎県議会議員              |
| 23 | 諸谷義武 | 1971年（昭和46年）5月2日  | 1975年（昭和50年）5月1日  | 12年         | 前職:長崎県議会議員              |
| 24 | 諸谷義武 | 1975年（昭和50年）5月2日  | 1979年（昭和54年）5月1日  | 12年         | 前職:長崎県議会議員              |
| 25 | 本島等   | 1979年（昭和54年）5月2日  | 1983年（昭和58年）5月1日  | 16年（最長） | 前職:長崎県議会議員              |
| 26 | 本島等   | 1983年（昭和58年）5月2日  | 1987年（昭和62年）5月1日  | 16年（最長） | 前職:長崎県議会議員              |
| 27 | 本島等   | 1987年（昭和62年）5月2日  | 1991年（平成3年）5月1日   | 16年（最長） | 前職:長崎県議会議員              |
| 28 | 本島等   | 1991年（平成3年）5月2日   | 1995年（平成7年）5月1日   | 16年（最長） | 前職:長崎県議会議員              |
| 29 | 伊藤一長 | 1995年（平成7年）5月2日   | 1999年（平成11年）5月1日  | 12年         | 前職:長崎県議会議員 在職中に死去 |
| 30 | 伊藤一長 | 1999年（平成11年）5月2日  | 2003年（平成15年）5月1日  | 12年         | 前職:長崎県議会議員 在職中に死去 |
| 31 | 伊藤一長 | 2003年（平成15年）5月2日  | 2007年（平成19年）4月18日 | 12年         | 前職:長崎県議会議員 在職中に死去 |
| 32 | 田上富久 | 2007年（平成19年）4月22日 | 2011年（平成23年）4月21日 | 16年（最長） | 前職:長崎市職員                  |
| 33 | 田上富久 | 2011年（平成23年）4月24日 | 2015年（平成27年）4月23日 | 16年（最長） | 前職:長崎市職員                  |
| 34 | 田上富久 | 2015年（平成27年）4月26日 | 2019年（平成31年）4月25日 | 16年（最長） | 前職:長崎市職員                  |
| 35 | 田上富久 | 2019年（平成31年）4月26日 | 2023年（令和5年）4月25日  | 16年（最長） | 前職:長崎市職員                  |
| 36 | 鈴木史朗 | 2023年（令和5年）4月26日  | 現職                      | 4年          | 前職:国土交通官僚                |

## 選挙
| 回 | 投票日                            | 当選者   | 得票数  | 他候補者                                                                        | 有権者数 | 投票率 |
| -- | --------------------------------- | -------- | ------- | ------------------------------------------------------------------------------- | -------- | ------ |
| 1  | 1947年（昭和22年）4月05日         | 大橋博   | 032,122 | 菅野一郎14,278 今泉佳三郎 9,984                                                 | 096,293  | 65.61% |
| 2  | 1951年（昭和26年）4月23日         | 田川務   | 045,599 | 木原津与志38,586 大橋博23,148                                                   | 131,063  | 86.70% |
| 3  | 1955年（昭和30年）4月30日         | 田川務   | 074,488 | 加藤錦43,419 坪内八郎6,057                                                      | 160,436  | 78.80% |
| 4  | 1959年（昭和34年）4月30日         | 田川務   | 113,952 | 宮島豊16,639 大串喜代造11,005                                                   | 182,312  | 79.91% |
| 5  | 1963年（昭和38年）4月30日         | 田川務   | 063,013 | 松本光之52,287 松尾哲男48,885                                                   | 222,603  | 75.60% |
| 6  | 1967年（昭和42年）4月28日         | 諸谷義武 | 083,774 | 鈴田正武78,348 宮本一9,882                                                      | 236,957  | 74.94% |
| 7  | 1971年（昭和46年）4月25日         | 諸谷義武 | 116,173 | 荒木徳五郎53,051 吉田次雄22,552                                                 | 268,372  | 73.76% |
| 8  | 1975年（昭和50年）4月27日         | 諸谷義武 | 107,103 | 阿部国人52,029 岩口夏夫49,069 森正雄10,978                                      | 293,115  | 76.49% |
| 9  | 1979年（昭和54年）4月22日         | 本島等   | 116,474 | 諸谷義武98,973 深町孝郎12,840                                                   | 298,096  | 78.27% |
| 10 | 1983年（昭和58年）4月27日         | 本島等   | 133,368 | 岩口夏夫86,464 川口龍也12,969                                                   | 237,592  | 77.07% |
| 11 | 1987年（昭和62年）4月26日         | 本島等   | 082,814 | 宮川雅一62,015 中村重光49,575 塩飽志郎38,485 川口龍也6,491                      | 315,032  | 76.79% |
| 12 | 1991年（平成03年）4月21日         | 本島等   | 117,392 | 宮川雅一109,637 山口実752 若島征四郎415                                         | 320,939  | 71.98% |
| 13 | 1995年（平成07年）4月23日         | 伊藤一長 | 105,670 | 本島等60,897 浅田五郎33,867 茅野丈二19,541 若島征四郎325                        | 327,560  | 67.91% |
| 14 | 1999年（平成11年）4月25日         | 伊藤一長 | 140,142 | 五貫淳65,318                                                                    | 328,979  | 63.67% |
| 15 | 2003年（平成15年）4月27日         | 伊藤一長 | 114,165 | 吉富博久50,920 石川悟13,528 花岡光六6,253 若島和美1,017                         | 330,516  | 57.63% |
| 16 | 2007年（平成19年）4月22日         | 田上富久 | 078,006 | 横尾誠77,113 山本誠一19,189 前川智子8,321.648 前川悦子2,677.344                 | 364,181  | 55.14% |
| 17 | 2011年（平成23年）4月24日         | 田上富久 | 150,842 | 太田まさひで26,316 中田ごう12,762                                               | 360,164  | 53.28% |
| 18 | 2015年（平成27年）4月19日（告示） | 田上富久 | ---     | 現職以外の届け出がなく、無投票で田上が当選。 長崎市長選での無投票当選は戦後初。 | ---      | ---    |
| 19 | 2019年（平成31年）4月21日         | 田上富久 | 086,319 | 橋本剛54,136 高比良元19,239 吉富博久4,207                                       | 350,395  | 47.33% |
| 20 | 2023年（令和05年）4月23日         | 鈴木史朗 | 065,520 | 赤木幸仁54,995 原拓也24,428 吉富博久8,878                                       | 335,540  | 47.18% |